# 新潮文庫
新潮文庫（しんちょうぶんこ）は、新潮社が発行している文庫レーベル。
大正3年（1914年）創刊で、現在まで続く「文庫」としては最も古い。新潮文庫の歴史は4期に分かれている。昭和2年（1927年）創刊の岩波文庫と並ぶ、文庫レーベルの老舗である。世界文学の名作を収め、また日本文学作品も数多く収めている。
創刊から100年を迎えた2014年9月の新刊までで累計点数は1万点、発行部数は16億部を超える。
2014年8月28日、新潮文庫nex（しんちょうぶんこネックス）が刊行開始される。新潮文庫内の派生シリーズという位置づけ。
また、2000年に創刊された姉妹レーベルとして「新潮OH!文庫」があった。

## 収録作品
創刊時から世界文学の名作を刊行し在庫している。延原謙訳の「シャーロック・ホームズ」シリーズ、福田恆存訳のシェイクスピアは有名である。21世紀に入り、新訳・改版を積極的に行っている。
その後、日本文学の名作も収めるようになり、昭和の中頃までに活躍した作家の代表作は、大半が在庫している。特に三島由紀夫、山本周五郎においては、他を圧する作品数を擁する（そのため新潮社主催の文学賞には、両名の名がついている）。
岩波文庫と並び古典・名作が多いが、岩波が絶版をせず、復刊を度々行うのに対し、著名人の作品であっても売り上げが鈍れば絶版とする（例：「ドクトル・ジバゴ」、「収容所群島」、「ソフィーの選択」）。特に岩波版が、比較的多く収めていない戦後文学作品に関し、絶版になると（新本）入手が困難になるという点が指摘される。
新潮社は文藝春秋と同じくノベルスレーベルを持たないため、旅情ミステリーやSFなどは、多く網羅していない。毎月の刊行数は、21世紀に入る前後に減らし文春文庫よりも少ない。ノンフィクション作品を主に、初版のみでの刊行が多い（単行本は在庫があるが、再刊の文庫が品切の書目もある）のも、特色である。

## 造本
現在、しおり紐（スピン）をつけている文庫は新潮文庫と星海社文庫のみである。そのため、製本工程において天（本の上部）の部分のみ化粧裁ちされていない（天アンカット）。カバーの背表紙は著者によって違う色を使用していて、上から題名、著者、整理番号、値段という並びになっている。また、本文用紙には、各製紙会社が特別に作る「新潮文庫用紙」を使用している。用紙の色は薄い「赤茶色」であり、これは目が疲れないようにとの配慮であるが、科学的な検証はなされていない。また葡萄をモチーフとしたマークは、グラフィックデザイナーの山名文夫の手になる。
カバーの背表紙の色は作者自身や作品のイメージから決められる。初めて新潮文庫に収められた作者には白が割り当てられるが、その時点で、後に継続して作品が収録される見込みがある場合には、最初から白以外の色がつく場合がある。また初めに白を割り当てられても、後に再びその作者の作品が収められた場合には白以外の色が振られ、白の背表紙もその色に変更される（主に重版時）。また、前後に並ぶ文庫の背表紙の同系色は使わないという原則もある。

## 装幀・ブックデザイン
カバーのデザインは原則として、社内の装幀部門である新潮社装幀室によって行われる。（単行本・新潮文庫・新潮選書・新潮新書）
本には新潮社装幀室とだけクレジットされ、原則社内装幀者の名前は明記されない。これは、新潮社の本は社内の様々な部署の協力により作り上げられてられているという社の姿勢からくるものである。
社内装幀の特徴としては、文章との親和性を第一優先として、華美なデザイン・突飛なデザインは少なく、読者に寄り添う装幀が特徴である。
フリーランスの装幀家との大きな違い特徴は、社員として、社内の編集・資材・営業・校閲・プロモーションなど本作りに関わる他部署の仕事も、含めながら、行っていおり、本の企画段階から、装幀まで関わることが特徴である。
対照的にフリーランスの装幀家は、本の製作数をこなすことで、生計をたてるケースがいまだに多い。

## 歴史

### 第1期
1914年（大正3年）9月18日、刊行開始。四六半裁判（135×94ミリメートル）。初回配本は、トルストイ『人生論』（相馬御風訳）、ギヨオテ『ヱルテルの悲み』（秦豊吉訳）、マルコ・ポーロ『マルコポーロ旅行記【上】』（生方敏郎訳）、ダスタエーフスキイ『白痴【一】』（米川正夫訳）、イブセン『イブセン書簡集』（中村吉蔵訳）、ツルゲーネフ『はつ戀』（生田春月訳）の6点。ドイツのレクラム文庫に倣い、小型の翻訳叢書として、佐藤義亮が企画した。第1期の43点はすべて海外文学であった。

### 第2期
1928年（昭和3年）12月、刊行開始。四六判（177×118ミリメートル）のペーパーバック。初回配本は、佐藤春夫『田園之憂鬱 都会之憂鬱』、久米正雄『破船』、同『学生時代』、吉田絃二郎『吉田絃二郎傑作集』の4点。第2期は日本文学の名作が中心であった。1年半で19点が刊行された。

### 第3期
1933年（昭和8年）4月10日、刊行開始。菊半裁判（164×112ミリメートル）のペーパーバック（後に、A6判（148×105ミリメートル）に縮小される）。国内外の名作の他、近藤浩一路『漫画 坊っちやん』や、江戸川乱歩『パノラマ島奇談』など、エンターテインメント性の強い作品も含め、495点が刊行された。
- 1938年9月1日 - 帯色が、番号による8種から分類による5種になる。
- 1939年6月 - 新潮文庫刊行会設置（ - 1944年8月）。
- 1942年5月3日 - A6判になる。

分類
| 黄 | 現代小説・戯曲                                    |
| 赤 | 海外小説・戯曲                                    |
| 青 | 感想・紀行                                        |
| 緑 | 詩・歌・俳句                                      |
| 白 | 研究・評論 日本古典文学・宗教・伝記・戦記・その他 |

### 第4期
1947年（昭和22年）7月16日、刊行開始。A6判（148×105ミリメートル）のペーパーバック。
- 1950年11月25日 - 整理番号ができる。装幀が変わる。
- 1954年09月30日 - 創元文庫より約30点を引き継ぐ。
- 1958年08月05日 - 分類に「白」が加わる。
- 1960年 0000月日- カバー付が大幅に増える。
- 1965年04月30日 - 分類に「紅」が加わる。
- 1969年09月00日 - 定価表示が奥付から外れる。その後、1970年代末の書籍再販問題の際に定価表示が復活したが、消費税導入時にふたたび非表示となる。
- 1976年11月10日 - 「青」→「草」、「黄」→「赤」に統合。ISBNコードは、このときの番号（裏カバーにつけた6桁番号）をもとに設定されている。
- 1982年03月25日 - 初の書き下ろし『ドタンバのマナー』刊行。このころからISBNコードを付記する。字のポイントが大きくなった（以後、数次改定）。
- 1985年05月27日 - 50音別著者番号が始まる。色分類を廃止。
- 1990年08月27日 - バーコード表示が始まる。

分類
1985年までの分類。青、黄については1976年まで。現在は著者50音順。
| 草 | 日本文学 小説 → 日本の作品             |
| 青 | 日本文学 詩・評論・その他              |
| 赤 | 海外文学 小説 → 海外の作品             |
| 黄 | 海外文学 詩・評論・その他              |
| 白 | 日本および海外の時代小説・探偵小説など |
| 紅 | 時代小説・その他                       |

## Yonda? CLUB
新潮文庫の売上増進のために行われていたキャンペーン｡マスコットとして、ジャイアントパンダをイメージしたキャラクター「Yonda?君」が採用されていた。

## フェア
新潮文庫は収録作品が多いため、毎月テーマ別にさまざまなフェアを行っている。毎年時期がたいてい決まっており、例えば2月はミステリー、10月は歴史時代小説などである。7月と8月は「新潮文庫の100冊」、12月と1月は年末年始フェアが拡大して開かれる。
新潮文庫の100冊
1976年から開始。毎年夏に行われるキャンペーン。以前は「新潮文庫夏のキャンペーン広告」「新潮文庫ベスト100」であった。角川書店、集英社も同様のイベントを同時期に行っている。

## 累計発行部数ベスト10
2014年7月31日現在の発行部数上位10作品は次の通り。
1. 夏目漱石『こころ』 701万500部
2. 太宰治『人間失格』 670万5000部
3. アーネスト・ヘミングウェイ『老人と海』 489万5000部
4. 夏目漱石『坊っちゃん』 420万5000部
5. アルベール・カミュ『異邦人』 412万1000部
6. 武者小路実篤『友情』 411万6000部
7. 川端康成『雪国』 384万7000部
8. 島崎藤村『破戒』 376万1000部
9. 太宰治『斜陽』 369万6000部
10. フランソワーズ・サガン『悲しみよこんにちは』 366万3000部

## 文庫内レーベル

### ファンタジーノベル・シリーズ
日本ファンタジーノベル大賞の受賞作を刊行するために創設された。大賞・優秀賞を受けた作品は単行本で刊行され、1990年7月に第1回最終候補作の岩本隆雄『星虫』と岡崎弘明『月のしずく100％ジュース』を刊行して始まる。1992年までに十数作刊行しただけで終わったが、恩田陸『六番目の小夜子』は通常の装丁になり刊行され続けている。

### Science&History Collection
歴史と科学に関する本を刊行している。2013年9月刊の『代替医療解剖』より始まるが、サイモン・シンの著作など一部それ以前に刊行された本も含んでいる。ロゴマークが統一されており整理番号「シ-38」に分類されている（シンのみ以前の整理番号を引き継いでいる）。

### Star Classics 名作新訳コレクション
海外文学の新訳シリーズで、2014年4月刊の金原瑞人訳『月と六ペンス』（サマセット・モーム作）より始まるが、それ以前に刊行されたものも含んでいる。

### 新潮文庫nex
新潮文庫創刊100年を迎えるに当たり、2014年8月28日、新潮文庫の中の1シリーズとして刊行開始。初回配本は河野裕『いなくなれ、群青』、雪乃紗衣『レアリアＩ』、竹宮ゆゆこ『知らない映画のサントラを聴く』、神永学『革命のリベリオン 第Ｉ部 いつわりの世界』、朝井リョウほか『この部屋で君と』、神西亜樹『坂東蛍子、日常に飽き飽き』の6点。nexには、これまでの新潮文庫がカバーできていなかった次の領域と、ライトノベルや漫画の次に手に取れる小説という2つの意味が込められている
。ライトノベルとは一線を画し、キャラクター性と物語性（文学性）をあわせ持ったエンターテインメントを目指すとされ、主にライト文芸を扱っている。書き下ろしや新潮社刊の単行本の文庫化の他、新潮ミステリー大賞の最終候補作 や『yom yom』に連載されたもの、他社から出版されていた作品の再刊も収められている。使われている書体は、岩田オールド明朝体。使われている本文用紙は、パスピエクリーム 66.3g/m2。スピンはついていない。インターネット上に発表されている小説を対象とした新潮nex大賞という新人賞が設けられ、受賞作はこのシリーズに収録されている。ロゴは川谷康久によりデザインされた。2015年、創刊からの1年間で最も読者を惹きつけた作品を決める新潮文庫nex総選挙2015が行われる。河野裕『いなくなれ、群青』が2015大学読書人大賞を受賞している。

## 新潮OH!文庫
2000年に発刊した実用・雑学系を扱った文庫シリーズだった。その後休刊している。